# Revolution (álbum de Miranda Lambert)
Revolution é o terceiro álbum de estúdio da cantora norte-americana Miranda Lambert, lançado a 29 de setembro de 2009 através da Columbia Nashville. O álbum inclui os singles "Dead Flowers", "White Liar," "The House That Built Me," "Only Prettier" e "Heart Like Mine," no qual todos entraram nos charts U.S. Billboard country chart.
Revoltution venceu o prêmio de Álbum do Ano pelo Academy of Country Music Awards e também pela Country Music Association Awards em 2010.

## Faixas
| N.º            | Título                                      | Compositor(es)                                 | Duração |  |
| 1.             | "White Liar"                                | Miranda Lambert, Natalie Hemby                 | 4:48    |  |
| 2.             | "Only Prettier"                             | Lambert, Hemby                                 | 3:09    |  |
| 3.             | "Dead Flowers"                              | Lambert                                        | 3:59    |  |
| 4.             | "Me and Your Cigarettes"                    | Lambert, Ashley Monroe, Blake Shelton          | 2:24    |  |
| 5.             | "Maintain the Pain"                         | Lambert                                        | 2:17    |  |
| 6.             | "Airstream Song"                            | Lambert, Hemby                                 | 2:48    |  |
| 7.             | "Makin' Plans"                              | Lambert                                        | 3:50    |  |
| 8.             | "Time to Get a Gun"                         | Fred Eaglesmith                                | 3:55    |  |
| 9.             | "Somewhere Trouble Don't Go"                | Julie Miller                                   | 3:21    |  |
| 10.            | "The House That Built Me"                   | Tom Douglas, Allen Shamblin                    | 3:56    |  |
| 11.            | "Love Song"                                 | Lambert, Shelton, Charles Kelley, Dave Haywood | 2:49    |  |
| 12.            | "Heart Like Mine"                           | Lambert, Monroe, Travis Howard                 | 2:57    |  |
| 13.            | "Sin for a Sin"                             | Lambert, Shelton                               | 3:28    |  |
| 14.            | "That's the Way That the World Goes 'Round" | John Prine                                     | 3:25    |  |
| 15.            | "Virginia Bluebell"                         | Lambert, Hemby, Jennifer Kennard               | 3:46    |  |
| Duração total: | Duração total:                              | Duração total:                                 | 50:52   |  |

## Desempenho nas tabelas musicais

### Certificações
| País           | Provedor | Certificação |
| -------------- | -------- | ------------ |
| Estados Unidos | RIAA     | Platina      |